# ビフ・バイフォード
ビフ・バイフォード（Biff Byford, Peter Rodney Byford、1951年1月15日 - ）はイングランド出身のロック・ミュージシャン、ボーカリスト、作曲家。
1980年代に勃興したNWOBHMムーブメントを代表するヘヴィメタル・バンド「サクソン」のリードシンガーとして著名。

## キャリア

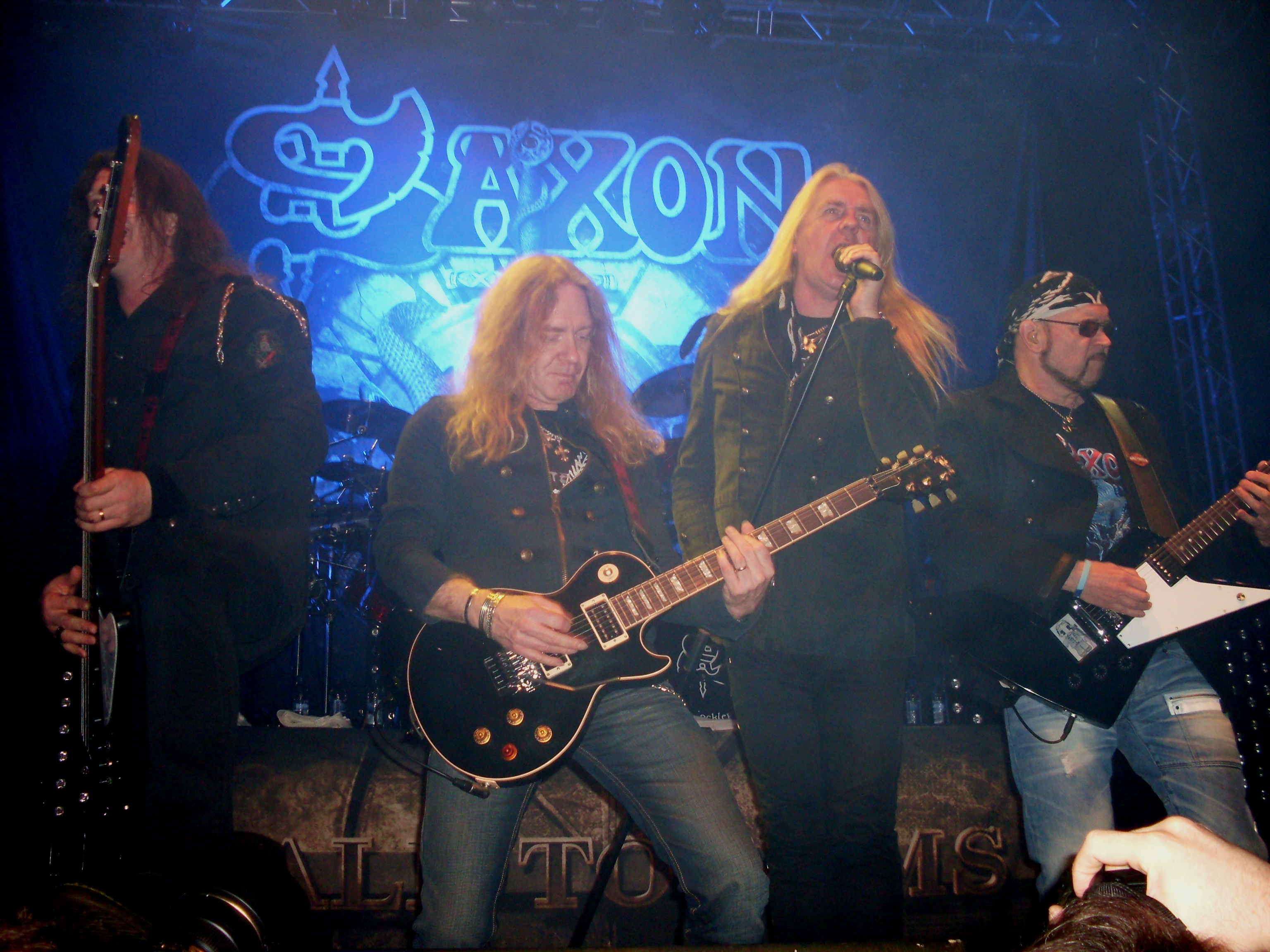
サクソン - UK.リーズ公演 (2011年4月)

イングランド・ウェスト・ヨークシャー州にあるホンリーという村で生まれ育つ。
1970年頃からブルー・コンディションなるバンドで歌った後、1976年にグラハム・オリヴァー（ギター）、ポール・クイン（ギター）、スティーヴ・ドーソン（ベース）、ピート・ギル（ドラムス）らとともにサン・オブ・ア・ビッチ (Son of a Bitch) を結成。1978年にサン・オブ・ア・ビッチは名前をサクソン (Saxon) と改め、翌1979年にセルフ・タイトルのデビュー・アルバムをリリースする。折からのNWOBHMの波に乗り、1980年から1986年までの間に8枚のアルバム、5曲のシングルをそれぞれUKトップ40に送り込んだ。なお、ドーソン脱退後に制作されたアルバム『ロック・ザ・ネイションズ』（1986年）のレコーディングでは、ベースも兼任した。
その後サクソンの人気は衰え、1995年にはオリヴァーとドーソンが脱退して同じくサクソンを名乗るバンドを結成して活動し、裁判沙汰になるなどの混乱に見舞われた。
バイフォード率いる本家サクソンは地道にレコーディングを続け、1990年代の多くをドイツを中心としたツアー活動に費やした。バイフォード自身は本業の傍ら、2003年からアマデウス・オーケストラの運営監督等も務めた。
そして2007年、アルバム『ジ・インナー・サンクタム』(The Inner Sanctum) のリリースとともにサクソンは再び脚光を浴びることになり 、その年の4月、バイフォードは自叙伝 Saxon - Never Surrender を発表した。
オンライン・ミュージック・マガジン Gigwise.com の2010年1月18日付の記事によれば、バイフォードは2011年の国勢調査に向けて、イギリス人にヘヴィメタルを新しい宗教として立ち上げ、崇拝するキャンペーンを開始したとのこと。これは2001年にブームとなった「ジェディズム」（en:Jedi census phenomenon、スター・ウォーズの「ジェダイ」を宗教化すること）にあやかったもの。
2020年2月、初のソロ・アルバム『School of Hard Knocks』をリリースしており、同作にはサクソンでの盟友ニッブス・カーターに加えて、フィル・キャンベル、アレックス・ホルツヴァルト、ニコラス・バーカー、デイヴ・ケンプ、フレドリック・オーケソンといったゲストが迎えられた。2021年には、息子のセブ・バイフォードと共に結成したサイド・プロジェクト「ヘヴィ・ウォーターズ」によるアルバム『Red Brick City』を発表し、ここではバイフォードはボーカルとベースを兼任している。

## ディスコグラフィ

### ソロ・アルバム
- School of Hard Knocks (2020)

### ヘヴィ・ウォーター
- Red Brick City (2021)

### ゲスト参加
エア・パビリオン
- Kaizoku (1989) - "She's Hot Stuff" （ボーカル）

ファストウェイ
- Bad Bad Girls (1990)

フリーダム・コール
- Taragon (1999) - "Tears of Taragon"（ナレーション）

デストラクション
- Inventor of Evil (2005) - "The Alliance of Hellhoundz"（ボーカル）

ハロウィン
- Gambling with the Devil (2007) - "Crack the Riddle"（台詞）
- 7 Sinners (2010) - "Who is Mr. Madman?"（台詞）

DORO
- Celebrate (The Night Of The Warlock) (2008) - "Celebrate"（ボーカル）

バイオグラフィ
- Never Surrender (2007)